# 陳遺愛
陳遺愛（越南语：／，？—？），又名陳隘（越南语：／），越南陳朝宗室。
陳遺愛是陳聖宗的從叔。元朝以因陳太宗逝世時，陳聖宗不向元朝請命就自立為君主的藉口，多次要求陳聖宗來元朝覲見，陳聖宗都拒絕前往。於是忽必烈派尚書梁曾前來詔諭，聲稱：「若不親至，當具金珠爲代賢士，工匠、方技各二以副之。」太上皇陳聖宗於是在紹寳三年（即1281年，元朝至元十八年）春正月，派遣陳遺愛、黎目、黎荀代替自己前往元朝覲見。元朝又設立宣撫司，以卜顏帖木兒為使，別設僚佐。陳朝方面拒絕接納。於是忽必烈怒，冊封陳遺愛為安南國王，封黎目為翰林學士、黎荀為中書令，派柴椿率兵一千人護送他回國即位。陳朝軍隊奉命半路伏擊。陳遺愛等逃回。六月，這三名使者被判處徒罪。陳遺愛發配天長府為犒甲兵，黎荀發配為宋兵。